# Segunda División femenina de fútbol sala 2019-20
La temporada 2019-20 de la Segunda División femenina de fútbol sala es disputada por sesenta y dos equipos de España distribuidos en cuatro grupos. La competición está organizada por la Real Federación Española de Fútbol.

## Equipos participantes

### Grupo 1
| Equipo                                   | Ciudad        | Comunidad autónoma |
| ---------------------------------------- | ------------- | ------------------ |
| O Fisgón Futsal                          | Marín         | Galicia            |
| Viaxes Amarelle Fútbol Sala              | La Coruña     | Galicia            |
| Lacturale Orvina                         | Pamplona      | Navarra            |
| Rodiles Fútbol Sala                      | Villaviciosa  | Asturias           |
| Ourense Envialia "B"                     | Orense        | Galicia            |
| FSF Castro Bloques Cando                 | Castro de Rey | Galicia            |
| Promesas EDF Cocinas.com                 | Logroño       | La Rioja           |
| UDC Txantrea KKE                         | Pamplona      | Navarra            |
| A Fervenza Fútbol Sala                   | Ferrol        | Galicia            |
| Valdetires Ferrol FSF                    | Ferrol        | Galicia            |
| Club Deportivo Universidad de Valladolid | Valladolid    | Castilla y León    |
| Stilo Kirol Kluba                        | Bilbao        | País Vasco         |
| Ribamontán al Mar Fútbol Sala            | Galizano      | Cantabria          |
| CDE Muslera GSW                          | Maliaño       | Cantabria          |

### Grupo 2
| Equipo                                   | Ciudad                  | Comunidad autónoma   |
| ---------------------------------------- | ----------------------- | -------------------- |
| Associació Esportiva Penya Esplugues "B" | Esplugas de Llobregat   | Cataluña             |
| Clínica Blasco Joventut d'Elx            | Elche                   | Comunidad Valenciana |
| Las Palomas Intersala Promesas           | Zaragoza                | Aragón               |
| AECS L'Hospitalet                        | Hospitalet de Llobregat | Cataluña             |
| Fútbol Sala Castelldefels Assesoria Pear | Castelldefels           | Cataluña             |
| Cervera Segarra Femení Club de Fútbol    | Cervera                 | Cataluña             |
| Fútbol Sala Ripollet                     | Ripollet                | Cataluña             |
| FSF César Augusta                        | Zaragoza                | Aragón               |
| Club Natació Caldes                      | Caldas de Montbui       | Cataluña             |
| Mecanoviga Eixample Fútbol Sala          | Barcelona               | Cataluña             |
| Club Deportivo Almassera Ruz Fútbol Sala | Almácera                | Comunidad Valenciana |
| Feme Castellon Club de Fútbol Sala       | Castellón               | Comunidad Valenciana |
| Club Deportivo La Concòrdia              | La Llagosta             | Cataluña             |
| Restaurante La Torre Red Star's          | Zaragoza                | Aragón               |
| Futsal Aliança Mataró                    | Mataró                  | Cataluña             |
| CEF Hispànic València Esports            | Valencia                | Comunidad Valenciana |

### Grupo 3
| Equipo                                 | Ciudad                  | Comunidad autónoma |
| -------------------------------------- | ----------------------- | ------------------ |
| La Boca te Lía Futsal Alcantarilla     | Alcantarilla            | Región de Murcia   |
| Torreblanca Melilla CF                 | Melilla                 | Melilla            |
| Guadalcacín Fútbol Sala Club Deportivo | Guadalcacín             | Andalucía          |
| UD La Cruz Villanovense                | Villanueva de la Serena | Extremadura        |
| Roldán FSF "B"                         | Roldán                  | Región de Murcia   |
| Deportivo Córdoba Cajasur Fútbol Sala  | Córdoba                 | Andalucía          |
| Desguace París La Algaida Fútbol Sala  | Archena                 | Región de Murcia   |
| Atlético Torcal                        | Málaga                  | Andalucía          |
| Monachil 2013 Club de Fútbol           | Granada                 | Andalucía          |
| Club Deportivo Loja Fútbol Sala        | Loja                    | Andalucía          |
| El Ejido Bayyana Club Deportivo        | El Ejido                | Andalucía          |
| Sociedad Deportiva Hispania Yecla      | Yecla                   | Región de Murcia   |
| Martos Fútbol Sala                     | Martos                  | Andalucía          |
| Extremadura Sporting Garrovilla        | La Garrovilla           | Extremadura        |
| Cádiz Polideportivo FSF                | Cádiz                   | Andalucía          |
| IES Luis de Camoens                    | Ceuta                   | Ceuta              |

### Grupo 4
| Equipo                      | Ciudad                  | Comunidad autónoma  |
| --------------------------- | ----------------------- | ------------------- |
| A. D. Teldeportivo          | Telde                   | Canarias            |
| Colmenarejo Fútbol Sala     | Colmenarejo             | Comunidad de Madrid |
| CDE FS Villacañas           | Villacañas              | Castilla-La Mancha  |
| CDE Mora FS IMTO            | Mora                    | Castilla-La Mancha  |
| CD Básico Rivas Futsal      | Rivas-Vaciamadrid       | Comunidad de Madrid |
| Unami Club Polideportivo    | Segovia                 | Castilla y León     |
| CDB Almagro Futbol Sala     | Almagro                 | Castilla-La Mancha  |
| CD Chiloeches               | Chiloeches              | Castilla-La Mancha  |
| CDE Leganés FS "B"          | Leganés                 | Comunidad de Madrid |
| Futsi Navalcarnero "B"      | Navalcarnero            | Comunidad de Madrid |
| CFS Femenino San Fernando   | San Fernando de Henares | Comunidad de Madrid |
| AD Alcorcón FSF "B"         | Alcorcón                | Comunidad de Madrid |
| CD VP Soto del Real         | Soto del Real           | Comunidad de Madrid |
| CD Universidad de Salamanca | Salamanca               | Castilla y León     |
| Salesianos Puertollano FSF  | Puertollano             | Castilla-La Mancha  |
| CD Inter Sala               | Salamanca               | Castilla y León     |